# 我らの旗が翻るところ
『我らの旗が翻るところ』（われらのはたがひるがえるところ、ドイツ語: Wo uns're Fahne weht）作品473は、ヨハン・シュトラウス2世によって1897年に作曲された行進曲。ヨハン・シュトラウス2世が作曲した最後のオペレッタ『理性の女神』の旋律を用いて作曲された。

## 初演
- 1897年5月5日、レストラン「Zum wilden Mann」（プラター公園内）

このときのコンサートの演奏曲はリヒャルト・ワーグナーの音楽で占められていた。